# شهرستان آق‌توغای
شهرستان آق‌توغای (به قزاقی: Ақтоғай ауданы، اقتوعاي اۋدانى. به روسی:Актогайский район) نام یک شهرستان در قزاقستان است که در استان پاولودار واقع شده‌است.

## خصوصیات
شهرستان آق‌توغای ۹٬۸۰۰ کیلومترمربع مساحت و ۱۳٬۷۳۵ نفر جمعیت دارد.